# Production I.G
Production I.G (яп. 株式会社プロダクション・アイジー) — одна з найвідоміших японських анімаційних студій. Заснована 15 грудня 1987 року, Міцухісою Ішікава і Такаюкай Ґото (I і G — перші букви їхніх прізвищ). Відома, переважно, своїми анімаційними фільмами, Production I.G, проте, займається також створенням комп'ютерних і відеоігор та контрактною роботою на сторонні фірми.
Компанія активно співпрацює з американськими і європейськими дистриб'юторами в розповсюдженні власної продукції, має відділення в США. Production I.G одна з перших в Японії почала використовувати комп'ютерну обробку графіки і цифрові методи композиції зображення.
У назві компанії тільки одна крапка — після букви «I.».

## Історія
Компанія була заснована в 1987 під назвою «IG Tatsunoko Limited», як філіал крупнішої і відомішої фірми «Tatsunoko Productions». Спочатку складалася з колективу невеликої студії «鐘夢(チャイム)» (Канеюме (Чяйму)) , що займалася малюванням деяких кадрів з аніме головної філії, і декількох працівників Tatsunoko.
У 1993, на завершальних етапах підготовки «Patlabor 2», студія змінила назву на сучасну «Production I.G». Фільм «Patlabor 2» став останнім твором, випущеним під логотипом «IG Tatsunoko». Найімовірніше, компанія хотіла абстрагуватися від «Tatsunoko Productions», з якою на той час вже не мала нічого спільного.
У 1998 компанія була перетворена в синдикат, куди увійшли студії «Production I.G, Inc.» (президент — Ішікава Міцухіса), «Xebec, Inc.» (президент — Юкінао Шімоджі), «Bee Train, Inc.» (президент — Коічі Машімо) і «Production I.G, LLC (USA)» (американська філія студії; президент — Ішікава Міцухіса). У 2000 дві компанії зі складу синдикату «Ogura Studio» і «ING», також очолювані Міцухісою Ісікава, були об'єднані з «Production I.G, Inc.». Головною компанією синдикату стала фірма «ING Corporation», створена в 1990 році, яка володіє всіма цими фірмами і відповідає за інвестиції синдикату. Її президент — Ішікава Міцухіса.

## Роботи
Перші місяці існування Production I.G жодним не проявляла себе, зі змінним успіхом займаючись рутинною контрактною роботою із заливки, фазуванню і створенню анімації для маловідомих серіалів. Першим значним творінням компанії став повнометражний аніме-фільм «Patlabor», екранізація історії групи HEADGEAR. Для студії, що існувала тоді небагато більше року, і складалася з п'яти працівників спільно з командою вільнонайманих аніматорів, це була дуже вдала операція. «IG Tatsunoko» опинилася в перших рядках списку творців фільму, й після виходу «Patlabor» в 1989 стала відома за високу якість анімації. Крім того, були закладені основи майбутньої співпраці компанії з режисером Мамору Ошіі.
Наступним етапом в розширенні сфер впливу компанії став вихід в 1995 анімаційного фільму «Ghost in the Shell». Чергове творіння Мамору Ошіі було несподівано добре прийнято американською публікою і критиками. На хвилі популярності «Production I.G» перевидала і ранні фільми Ошіі, «Patlabor» і «Patlabor 2».
Вторгнення в Голлівуд почалося з участі у фантастичному бойовику братів Вачовськи Матриця, а також анімаційних вставок у фільм Квентіна Тарантіно «Вбити Біла». У 2003, Production I.G співробітничає з Cartoon Network у виробництві 25-хвилинного (5 серій по 5 хвилин) мікросеріалу «IGPX Immortal Grand Prix».
Серед відомих робіт студії останніх років можна відзначити аніме-фільми «Jin-Roh», «Blood: The Last Vampire», «Dead Leaves», телесеріал «Кров+», а також заснований на манзі Масамуне Шіро «Ghost in the Shell» серіал «Привид у латах: Синдром одинака». У 2004 вийшло повнометражне продовження фільму — «Ghost in the Shell 2: Innocence».
«Production I.G» займається, в першу чергу, повнометражними фільмами і контрактною роботою із створення OVA і анімації для відеоігор. Велика частина популярних телевізійних серіалів компанії створюється в надрах дочірньої аніме-студії «XEBEC».

## Фільмографія

### Фільми
- Blood: The Last Vampire
- Dead Leaves
- Ghost in the Shell
- Ghost in the Shell 2: Innocence
- Jin-Roh
- Вбити Біла
- Mini Pato
- Patlabor 1
- Sakura Wars
- Patlabor 2
- Evangelion: Death and Rebirth

### Телесеріали
- Кров+
- Привид у латах: Синдром одинака 1st GIG
- Привид у латах: Синдром одинака 2nd GIG
- IGPX Immortal Grand Prix
- Otogi Zoshi
- Parappa The Rapper
- Vampiyan Kids
- Sisters of Wellber
- Golden Boy
- Непорочна Марія
- Kaiju № 8
- Psycho-pass

### OVA
- FLCL
- Kaidomaru
- One Piece: Defeat the Pirate Ganzak!
- Boku no Chikyū o Mamotte
- The King of Fighters: Another Day

### Ігри
- Ghost in the Shell
- Namco x Capcom
- Surveillance
- Xenogears
- Yarudora
- Fire Emblem: Path of Radiance
- Tales RPG Series
- Sonic Riders
- Seiken Densetsu DS: Children of Mana
- Valkyrie Profile: Silmeria

## Музичні кліпи
- Маая Сакамото — «Universe»
- Мілен Фармер — «Peut-être toi»
- Такуро Йошіда — «Jun»
- Лінда — «Цепи и кольца»
- m-flo — «Quantum Leap»